# Rutovu
Rutovu è un comune del Burundi situato nella provincia di Bururi con 46.111 abitanti (censimento 2008).

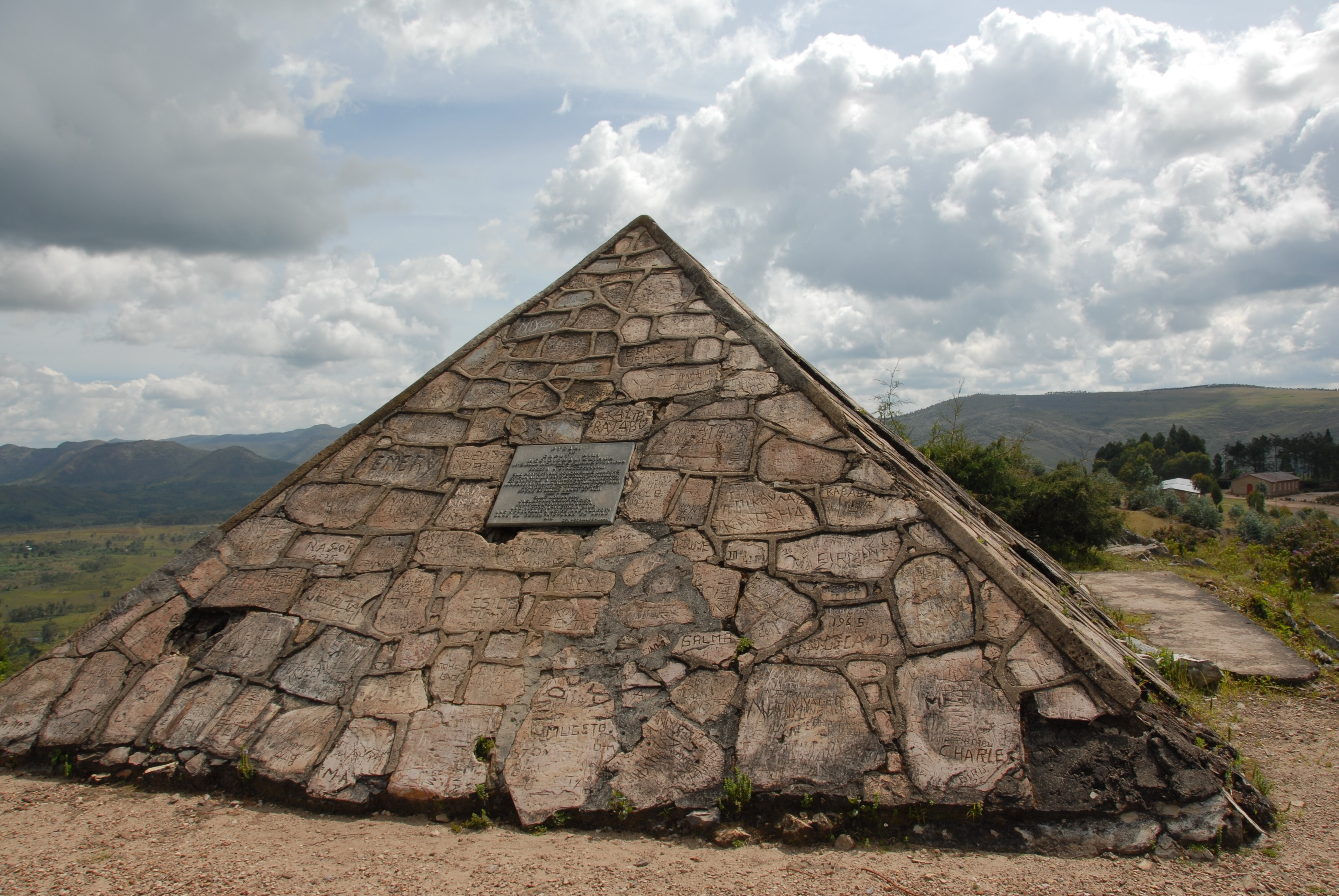
Monumento alla Sorgente del Nilo

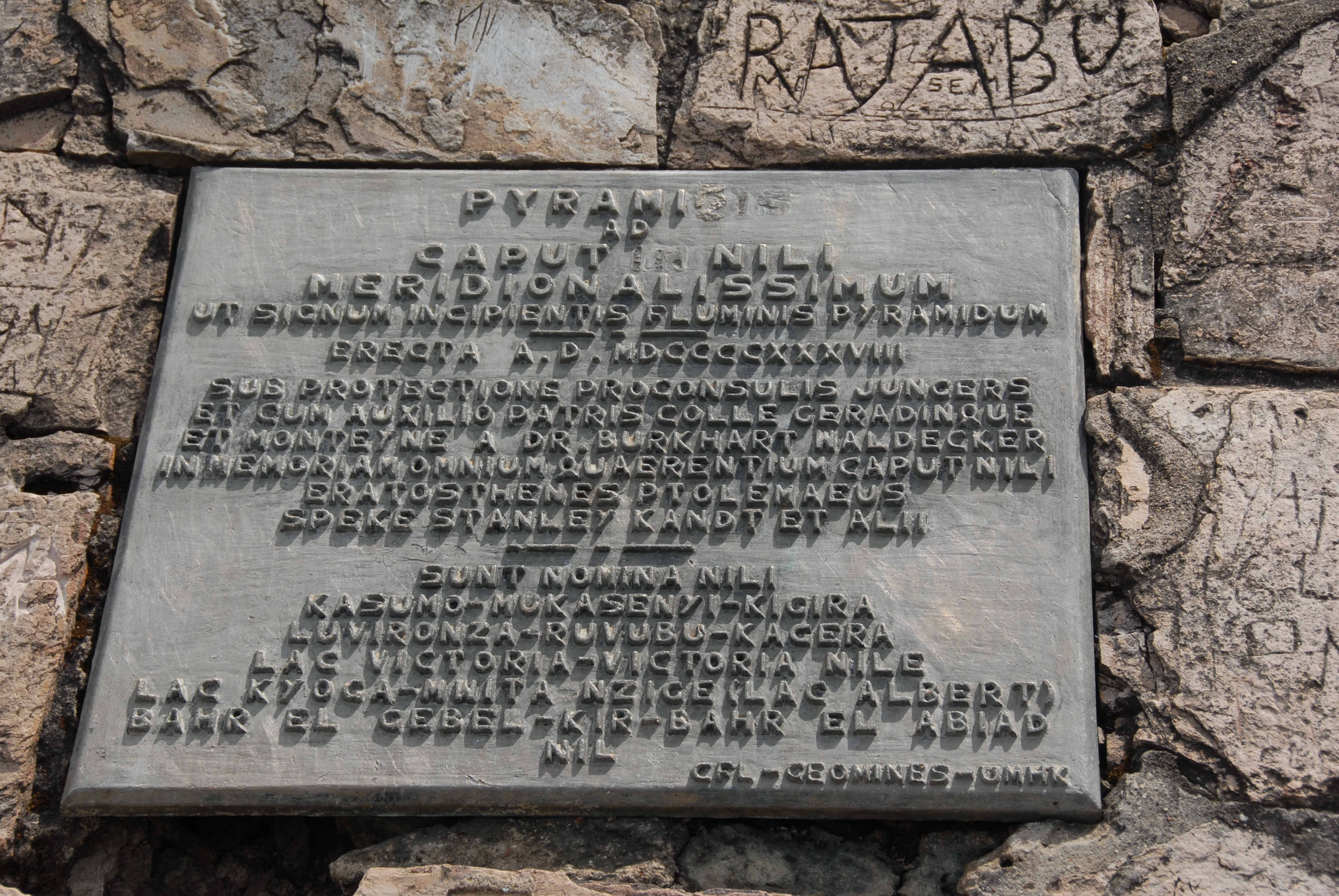
Piastra con incisioni in latino sul monumento

A Rutovu inoltre si trova la sorgente del fiume Nilo, scoperta nel 1937 da Burkhart Waldecker, un esploratore tedesco.
È situata sul versante Nord del monte Kikizi, in località Kasumo a 2034 m e un monumento a forma di piramide in pietra con un'incisione in latino su una facciata fu eretto nei pressi della sorgente nel 1938 e ricorda tutti gli studiosi che nella storia cercarono di trovare il Capo del Nilo senza riuscirci e cita inoltre tutti i nomi attribuiti al Nilo.
L'incisione in latino scritta sul monumento è la seguente:
AD

CAPUT [IN] NILI

MERIDIONALISSIMUM

UT SIGNUM INCIPIENTIS FLUMINIS PYRAMIDUM

---
ERECTA A.D. MDCCCCXXXVIII

SUB PROTECTIONE PROCONSULIS JUNGERS

ET CUM AUXILIO PATRIS COLLE GERADINQUE

ET MONTEYNE A DR. BURKHART WALDECKER

IN MEMORIAM OMNIUM QUAERENTIUM CAPUT NILI

ERATOSTHENES PTOLEMAEUS

SPEKE STANLEY KANDT ET ALII

---
SUNT NOMINA NILI

KASUMO-MUKASENYI-KIGIRA

LUVIRONZA-RUVUBU-KAGERA

LAC VICTORIA-VICTORIA NILE

LAC KYOGA-MWITA NZIGE (LAC ALBERT)

BAHR EL GEBEL-KIR-BAHR EL ABIAD

NIL

---
CFL-GEOMINES-UMHK»

## Geografia antropica

### Suddivisioni amministrative
Il comune è suddiviso in 21 colline.